# جایزه بزرگ پرتغال ۱۹۵۹
جایزه بزرگ پرتغال ۱۹۵۹ (انگلیسی: ‎1959 Portuguese Grand Prix‎) یک مسابقهٔ موتوری در رشتهٔ اتومبیل‌رانی فرمول یک بود که در تاریخ ۲۳ اوت ۱۹۵۹ در پیست مونسانتو واقع در لیسبون، پرتغال برگزار شد. این گراند پری در میان ۹ گراند پری در فصل ۱۹۵۹، مسابقهٔ شمارهٔ ۷ بود.
در این مسابقه که در ۶۲ دور و به مسافت ۳۳۷٫۲۸ کیلومتر (۲۰۹٫۵۷۶ مایل) برگزار شد، پول پوزیشن توسط استیرلینگ ماس کسب شد و سریع‌ترین زمان برای طی یک دور پیست که برابر با ۲:۰۵٫۰۷ بود نیز توسط استیرلینگ ماس به ثبت رسید.
استیرلینگ ماس از تیم کوپر-کلیمکس، ماستن گرگوری از تیم کوپر-کلیمکس و دن گرنی از تیم فراری به‌ترتیب مقام‌های اول تا سوم مسابقه را کسب کردند.

## رده‌بندی قهرمانی پس از مسابقه
|       | جایگاه | راننده            | امتیاز |
| ----- | ------ | ----------------- | ------ |
|       | ۱      | جک برابام         | ۲۷     |
|       | ۲      | تونی بروکز        | ۲۳     |
| ۳     | ۳      | استیرلینگ ماس     | ۱۷٫۵   |
| ۱     | ۴      | فیل هیل           | ۱۳     |
|       | ۵      | ماریس ترینتیگنانت | ۱۲     |
| منبع: |        |                   |        |

|       | جایگاه | سازنده       | امتیاز  |
| ----- | ------ | ------------ | ------- |
|       | ۱      | کوپر-کلیمکس  | ۳۴ (۳۷) |
|       | ۲      | فراری        | ۲۸      |
|       | ۳      | بی‌آرام       | ۱۸      |
|       | ۴      | لوتوس-کلیمکس | ۳       |
| منبع: |        |              |         |

یادداشت
- تنها پنج جایگاه نخست از هر رده‌بندی نمایش داده شده‌است.